# Río Eyre
El Eyre, o Leyre, es un río costero que transcurre a través de las Landas de Gascuña, en Aquitania, suroeste de Francia.
El río se presenta generalmente como la confluencia de:
- el Grande Leyre (Gran Leyre), su curso principal, aguas arriba de Moustey
- el Petite Leyre (Pequeño Leyre), su principal afluente

El curso de agua, combinado Eyre-Grande Leyre es 115,9 km de longitud.

## Nombre
Eyre es un hidrónimo aquitano. Se puede encontrar en nombres como Eyres-Moncube, Landes o la craste de l'Eyron (zanja de Eyron) en Lacanau, Gironda. Nótese que Leyre es una variante del nombre Eyre, afectada por una aglutinación del artículo romance.

## Geografía

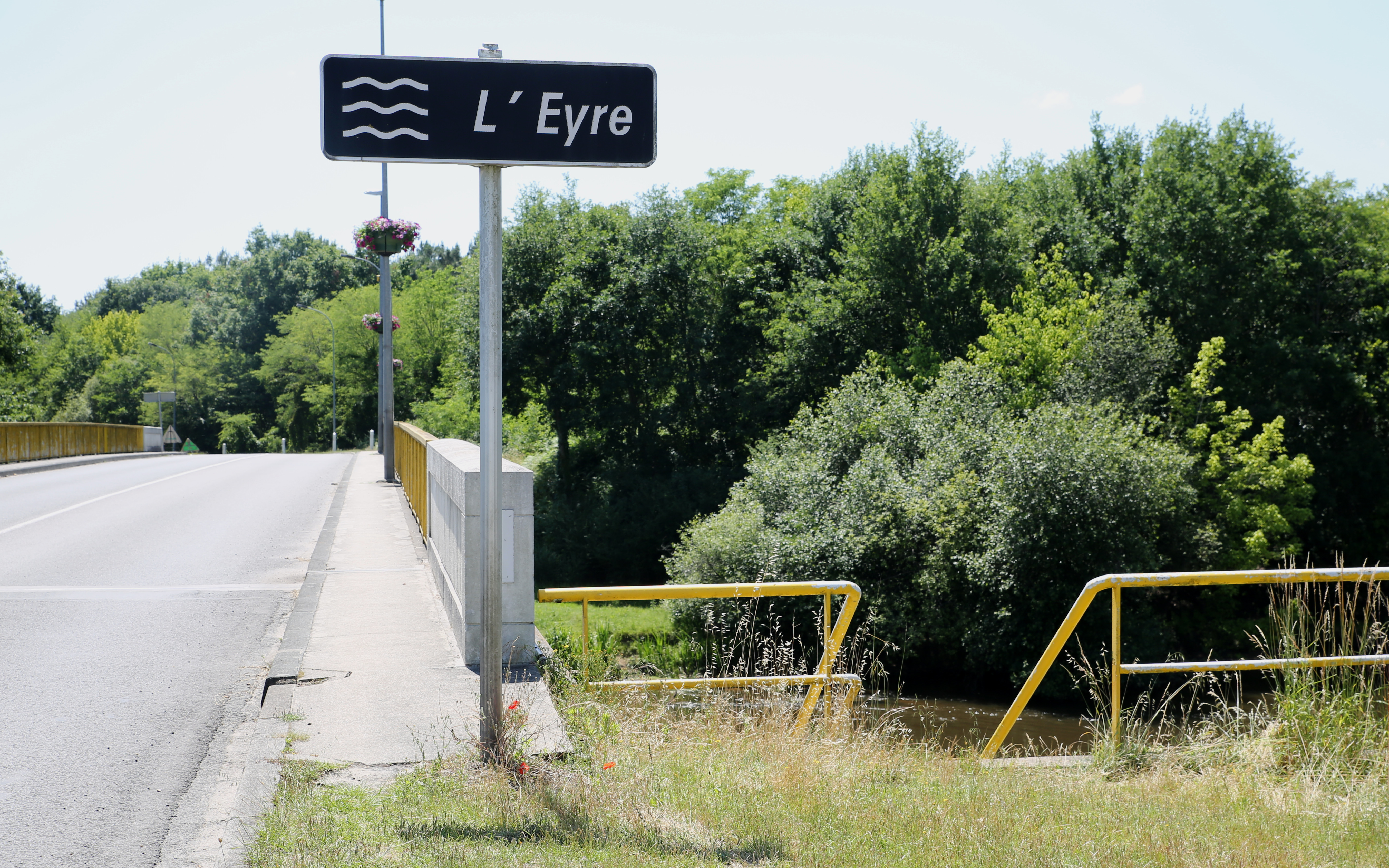
El río Eyre en Mios

La cuenca del Eyre está incluida en el Parc régional des Landes de Gascogne (Parque Nacional de los Moros de Gascuña ).
El río se forma en Plantiet Marsh, en Grande Lande, cerca de Sabres, Landes.
Fluye hacia el norte en el Bassin d'Arcachon, una gran bahía en la costa atlántica, en el Pays de Buch, Gironde. Su delta de 30 km2 contiene el parque ornitológico Le Teich.
El Eyre fluye a través de un entorno preservado. Sus orillas están bordeadas por un bosque de frondosas. Las ramas se juntan sobre el río, formando un bosque de galería, que contrasta con el bosque de las Landas, plantado de pinos marítimos.

## Departamentos y pueblos
El Eyre atraviesa los siguientes departamentos y ciudades:
- Landas : Pissos
- Gironda : Belin-Béliet, Salles, Mios, Le Teich

## Afluentes
El principal afluente del Eyre es el Petite-Leyre. Nace entre Luxey y Retjons, en las Landas, y fluye hacia el noroeste para unirse al Grande Leyre aguas abajo de Pissos.
- (D) Petite Leyre

## Nota al margen histórica
Durante la creación de los departamentos franceses realizada en 1790, se sugirió la creación de un gran departamento correspondiente a la región natural de las Landas de Gascuña, es decir, el bosque de las Landas actual (entonces aún sin plantar). El nombre sugerido para este departamento era el Eyre.

## Actividades
- Piragüismo (alquiler de canoas)